# Thoux
Thoux (okzitanisch: Tors) ist eine französische Gemeinde mit 261 Einwohnern (Stand: 1. Januar 2022) im Département Gers in der Region Okzitanien (bis 2015 Midi-Pyrénées). Sie gehört zum Arrondissement Condom und zum Gemeindeverband Bastides de Lomagne. Die Einwohner nennen sich Thouxéens.

## Geografie
Die Gemeinde Thoux liegt im Süden der Lomagne, 35 Kilometer östlich von Auch und etwa 37 Kilometer westlich von Toulouse. Im Westen bildet der Fluss Sarrampion die Gemeindegrenze; im Nordosten hat die Gemeinde einen Anteil am Stausee Lac de Thoux-Saint-Cricq. Das nahezu waldfreie 6,12 km² umfassende Gemeindegebiet ist von Äckern und Weiden geprägt. Die Höhenunterschiede sind minimal: das Dorf Thoux liegt auf 200 m über Meereshöhe; im äußersten Südosten der Gemeinde werden 214 m über dem Meer erreicht. Die größten der zahlreichen Weiler sind Cederès, En Capulet und La Teulère. Begrenzt wird Thoux von den Nachbargemeinden Saint-Cricq im Norden, Encausse im Osten, Monbrun im Südosten, Roquelaure-Saint-Aubin im Südwesten, Saint-Germier im Westen sowie Sirac im Nordwesten.

### Lac de Thoux-Saint-Circq

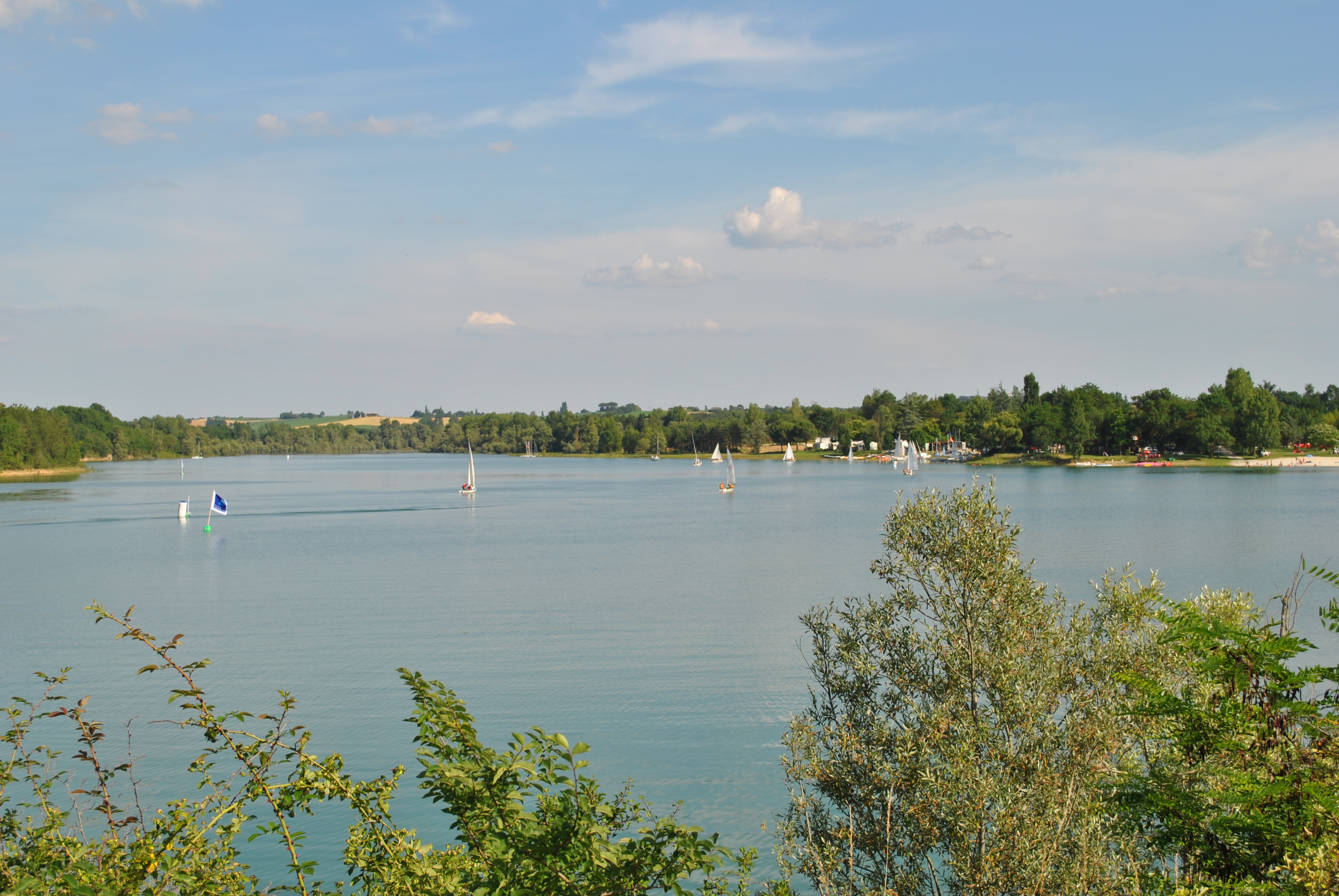
Lac de Thoux-Saint-Circq

Der Stausee Lac de Thoux-Saint-Circq erstreckt sich über das Gebiet der vier Gemeinden Monbrun, Encausse, Thoux und Saint-Cricq. Er wurde zum Hochwasserschutz, aber hauptsächlich für die Bewässerung der Felder (Mais, Sojabohnen usw.) errichtet. Erst später entwickelte sich der See zu einem Naherholungsgebiet, das vor allem von den Großstädtern der nur 37 Kilometer entfernten Metropole Toulouse genutzt wird.
1968 wurde der See erstmals aufgestaut. Bei Vollstau beträgt das Wasservolumen 3,5 Millionen Kubikmeter auf einer Fläche von 70 Hektar. Der Seespiegel liegt auf 169 m über dem Meer; der Erdstaudamm ist 15,5 m hoch. Um den Wasserstand einigermaßen konstant zu halten, wird Wasser aus der Save bei L’Isle-Jourdain über eine mehrere Kilometer lange Pipeline in einen Zufluss des Stausees gepumpt. Der Besitzer und Betreiber des Stausees ist die Compagnie d’aménagement des coteaux de Gascogne (CACG).
Der See ist ein beliebtes Angelgewässer (auf Zander, Hecht, Karpfen). Am Seeufer der Gemeinde Thoux wurde eine touristische Infrastruktur entwickelt: es gibt eine Wassersportbasis, einen Campingplatz, ein Freizeitzentrum, einen Wasserpark, einen Segelclub, Ausleihstationen für Tretboote und Kanus sowie gastronomische Einrichtungen.

## Bevölkerungsentwicklung
| Jahr      | 1962 | 1968 | 1975 | 1982 | 1990 | 1999 | 2006 | 2014 | 2022 |
| --------- | ---- | ---- | ---- | ---- | ---- | ---- | ---- | ---- | ---- |
| Einwohner | 150  | 99   | 118  | 109  | 136  | 163  | 193  | 243  | 261  |

Im Jahr 1851 wurde mit 405 Bewohnern die bisher höchste Einwohnerzahl ermittelt. Die Zahlen basieren auf den Daten von cassini.ehess und INSEE.

## Sehenswürdigkeiten
- Kirche Saint-Martin
- mehrere Flurkreuze
- Wasserpark

## Wirtschaft und Infrastruktur
Neben dem Tourismus spielt auch die Landwirtschaft eine wichtige Rolle in Thoux. In der Gemeinde sind 17 Landwirtschaftsbetriebe ansässig (hauptsächlich Getreide- und Gemüseanbau).
Durch das Gemeindegebiet von Thoux führt die Fernstraße D 654 von Mauvezin nach L’Isle-Jourdain. Im elf Kilometer entfernten L’Isle-Jourdain besteht ein Anschluss an die autobahnähnlich ausgebaute RN 124. Hier befindet sich auch ein Bahnhof an der Strecke von Saint-Agne nach Auch.

## Belege
1. ↑  Technische Daten auf annuaire-mairie.fr (französisch)
2. ↑  Stausee auf saint.cricq.free.fr (französisch)
3. ↑  Thoux auf cassini.ehess.fr
4. ↑  Thoux auf insee.fr
5. ↑  Landwirtschaftsbetriebe auf annuaire-mairie.fr (französisch)